# Украинка (Токмакский район)
Украинка (укр. Українка) — село,
Новониколаевский сельский совет,
Токмакский район,
Запорожская область,
Украина.
Код КОАТУУ — 2325282806. Население по переписи 2001 года составляло 139 человек.

## Географическое положение
Село Украинка находится на расстоянии в 3,5 км от села Запорожье.

## История
- 1930 год — дата основания.